# Benjamin Tiedemann Hansen
Benjamin Tiedemann Hansen (født 7. februar 1994) er en dansk fodboldspiller, der spiller for AIK i den svenske Allsvenskan.

## Klubkarriere
Tiedemann Hansen startede sin karriere som treårig i Skovby GF. Som femårig skiftede han til Bogense G&IF (BG&IF). Som 12-årig skiftede han til Næsby Boldklub, hvor han spillede frem til 2009. Han spillede i sin sidste tid i Næsby Boldklub divisionsfodbold i en alder af 15 år.
Han startede i sommeren 2009 på Vejle Idrætsefterskole, hvor han kunne kombinere efterskoleophold, som hans forældre ønskede, med fodbold i Vejle Boldklub, hvorfor han skiftede hertil. Han spillede i Vejle Boldklub i fire år for både U/17-holdet i U/17 Ligaen og U/19-holdet i U/19 Ligaen. Det første år afsluttede han 9. klasse, hvorefter han færdiggjorde HHX på handelsgymnasiet ved Campus Vejle.

### Boldklubben Marienlyst
Han skiftede den 6. juli 2013 til Boldklubben Marienlyst. Han spillede i alt tre sæsoner i Boldklubben Marienlyst. Den sidste sæson i klubben var han anfører.

### FC Fredericia
Han skiftede i sommeren 2016 til FC Fredericia.

### FC Nordsjælland
Tiedemann Hansen skiftede i august 2017 til Superligaklubben FC Nordsjælland.
Han fik sin officielle debut for FC Nordsjælland den 22. september 2017, da han blev skiftet ind i det 90. minut i stedet for Mads Aaquist i en kamp mod SønderjyskE, som endte 2-2. Fem dage senere, den 27. september 2017, fik han sin startdebut i DBU Pokalen mod Vejgaard Boldspilklub, som FC Nordsjælland vandt 0-4 ude.

### FK Haugesund
Han skiftede den 19. marts 2019 til FK Haugesund. Skiftet blev begrundet med ønsket om mere spilletid.